# Agitatore magnetico

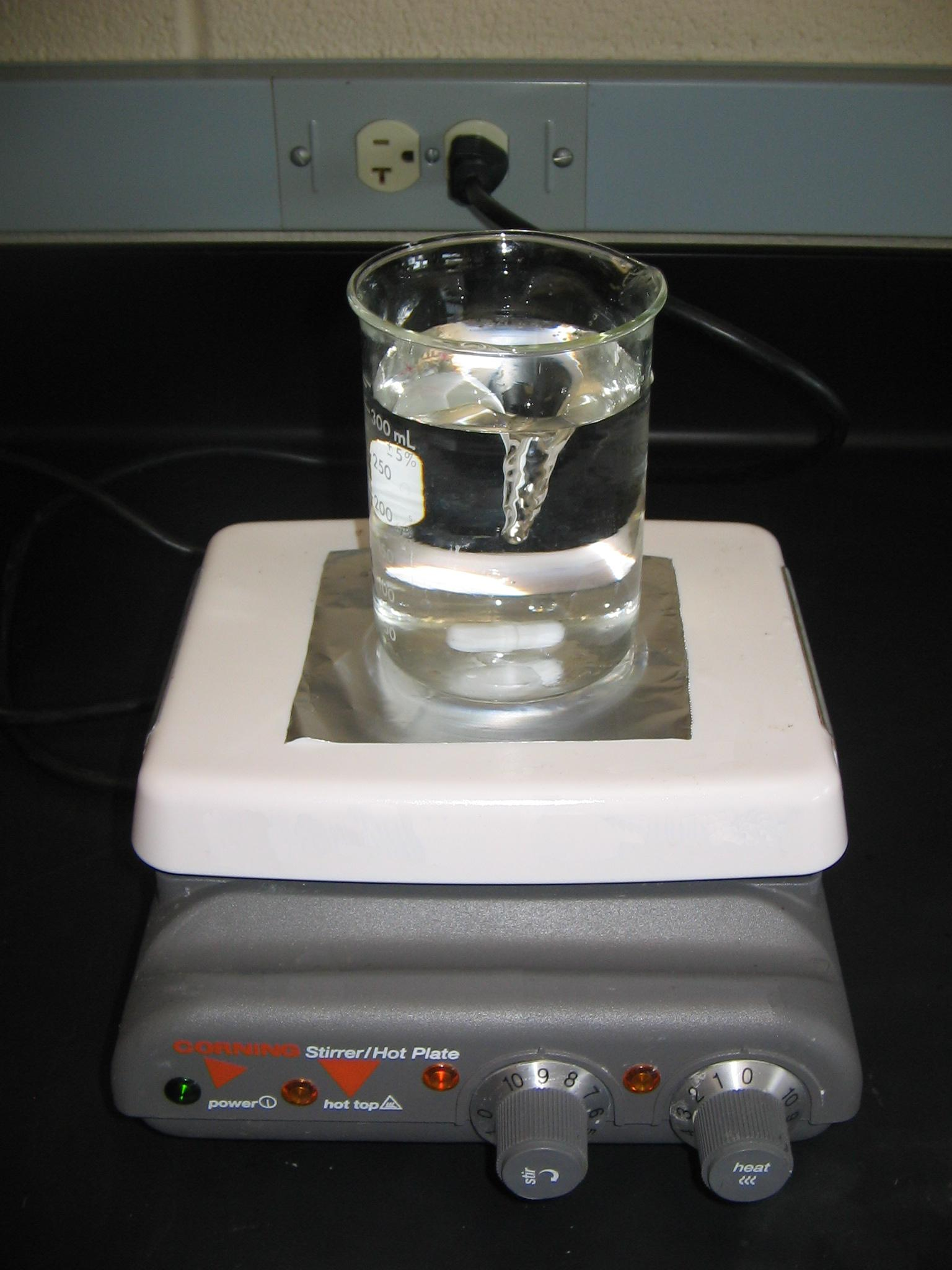
Un agitatore magnetico dotato di piastra magnetica riscaldante. La manopola sinistra controlla la velocità di agitazione, mentre quella destra regola la temperatura.

L'agitatore magnetico è uno degli strumenti di base di qualsiasi laboratorio scientifico.
Viene utilizzato solitamente per mescolare efficacemente e senza l'ausilio di aste ed agitatori esterni, un solvente e uno o più soluti, ovvero anche dei reagenti, mediante la rotazione di un'ancoretta magnetica sul fondo di un contenitore sul quale agisce un campo magnetico. La dimensione e la forma dell'ancoretta magnetica determinano l'efficacia dell'agitazione stessa a parità di velocità di agitazione. La velocità di agitazione viene solitamente regolata mediante un microprocessore ad impulsi che consente di ottenere un'ottima progressione della velocità. È opportuno quindi scegliere l'ancoretta magnetica più adeguata in relazione alla quantità e qualità di liquido in lavorazione nonché al tipo di contenitore utilizzato.
Gli agitatori magnetici spesso sono anche dotati di riscaldamento per mezzo di una resistenza elettrica posta sotto il piano d'appoggio. Le temperature che possono essere raggiunte variano da poche decine di gradi fino a 300 °C a seconda della qualità professionale dello strumento. Anche le dimensioni possono variare ed in alcuni casi si costruiscono appositamente agitatori magnetici di grosse dimensioni per contenitori di 30 o 50 litri.